# Марк Понтий Сабин
Марк Понций Сабин (на латински: Marcus Pontius Sabinus, на гръцки: Μᾶρκος Πόντιος Σαβεῖνος) e политик и сенатор на Римската империя през 2 век.

## Произход и кариера
Произлиза от знатния римски род Понции. Управител е на провинция Тракия (legatus Augusti pro praetore Thraciae) по времето на август Антонин Пий, вероятно от 149 до 152 г. Участва в издаването на монетни емисии чрез градската управа на Филипопол (дн. Пловдив). Наследен е от Г. Галоний Фронтон Квинт Марций Турбон. През 153 г. Сабин е суфектконсул заедно със Секст Цецилий Максим.